# Семиполки
Семиполки́ (укр. Семиполки) — село, входит в Броварский район Киевской области Украины.
Население по переписи 2001 года составляло 3050 человек. Почтовый индекс — 07423. Телефонный код — 4594. Занимает площадь 9,08 км². Код КОАТУУ — 3221288801.

## Местный совет
07423, Киевская обл., Броварский р-н, с. Семиполки, ул. Киевское шоссе, 111. Тел.: 23-3-37.